# Seno di Abramo

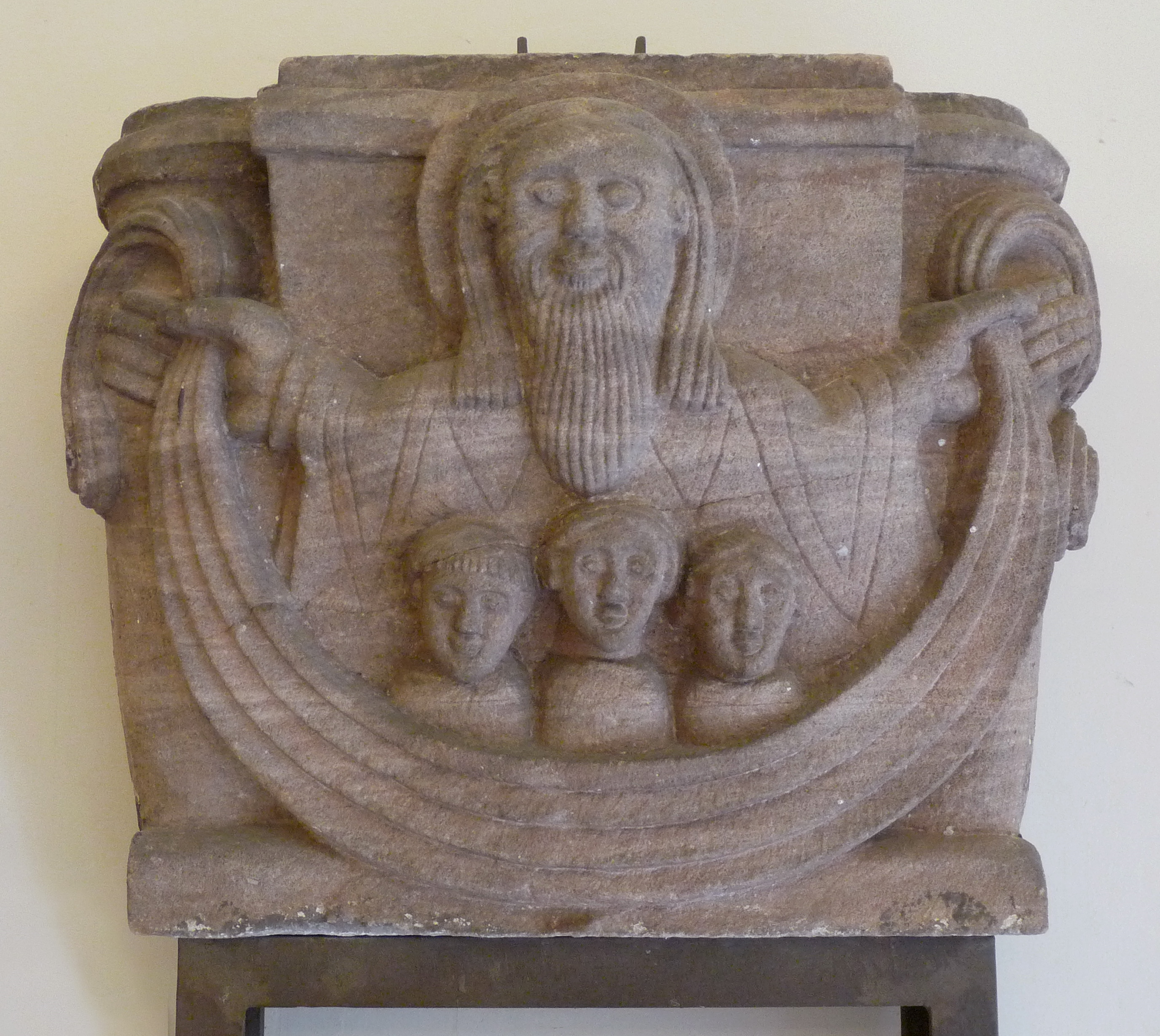
Museo Unterlinden (Colmar): capitello della chiesa di Alspach. XII secolo. I Giusti nel seno di Abramo.

Il seno di Abramo costituisce il luogo del riposo dei giusti nel giudaismo del Secondo Tempio. Secondo la religione Cristiana, in questo luogo riposano coloro che sono morti precedentemente alla resurrezione di Cristo.

## Nel giudaismo
Spesso nella letteratura giudaica il luogo dei trapassati veniva denominato con l'espressione seno di Abramo. Il termine mitico «seno di Abramo», come luogo nel quale riposano i giusti, subirà col tempo una serie di variazioni semantiche. Il concetto si trova anche nella Apocalisse di Sofonia e nel Quarto libro dei Maccabei (13:17).
Nella Parabola di Lazzaro e il ricco Epulone (Luca 16:19-31) ci sono molti collegamenti con tale concezione giudaica.

## Nel cristianesimo
Secondo Tertulliano, il seno di Abramo è quella regione non celeste, ma più alta degli inferi, in cui le anime dei giusti godono una consolazione provvisoria fino alla resurrezione della carne, quando tutti avranno per intero la loro mercede. Il termine sarebbe stato adottato dai cristiani nel significato di «riposo». L'iscrizione su di una tomba cristiana ad Alessandria (19 marzo 410) menziona "e cioè l'augurio del riposo nel seno di Abramo, Isacco e Giacobbe."
Alcuni interpreti moderni considerano il seno di Abramo come una parodia.